# Spongyabob nadrágja
ASpongyabob nadrágja (angolul To SquarePants or Not to SquarePants) a SpongyaBob Kockanadrág 6. évadjának 16b része, melyet az amerikai Nickelodeon csatorna mutatott be 2009. július 17-én. Magyarországon is a Nickelodeon mutatta be.

## Cselekmény
|  | Alább a cselekmény részletei következnek! |

Spongyabob egy mosás után berakja a nadrágjait és Csigusz házát a ruhaszárítógba, ezután felhívja telefonon Patrik. Patrik meg akarja mutatni, hogy milyen sokáig tud vicces hangot kiadni a nyelvével. Ezt elég sokáig csinálja, és Spongyabob megkéri Csiguszt hogy vegye ki a szárítógépből a nadrágjait, de a Csigusz csak a házát veszi ki és Spongyabob nadrágjai bent maradnak. Mikor Patrik végzett, Spongyabob leteszi a telefont és megnézi a nadrágjait, de sajnálatos módon ezek összementek, ezért új nadrágokat kell vennie. A ruhaboltban elfogytak a kockanadrágok, ezért kénytelen gömbölyűnadrágot vennie. Emiatt Spongyabob azt hiszi, hogy senki nem ismeri fel és emiatt az gondolja, hogy újra kell kezdenie a munkáját, ezért egyből a Rozsdás Rákolló felé veszi az irányt. Az étteremben megkérdezi Tunyacsápot, hogy van-e szabad állás számára és, hogy fel tudnák e venni. Fel is veszik és Tunyacsáptól kér segítséget, hogy olyan profi legyen mint ő. A tintahal mindenféle rosszra megtanítja a szivacsot, amit ő szokott csinálni a munkahelyén és ezt Rák úr nem nézi jó szemmel. Spongyabob elmondja Rák úrnak, hogy nem lehet a régi a kockanadrágja nélkül. Ezután Rák úr azt feleli, hogy vegye le a gömbölyűnadrágját és ne hordja tovább, így Spongyabob a régi maradhat. Spongyabobnak emiatt alsónadrágban kell dolgoznia és Szandi nem bírja ki, hogy ne szóljon, ezért Spongyabob Alsónadrágnak nevezi. Spongyabob ettől egy nagyot ordít a Rozsdás Rákollóban az epizód végén.
|  | Itt a vége a cselekmény részletezésének! |